# Silene asterias
Silene asterias är en nejlikväxtart som beskrevs av August Heinrich Rudolf Grisebach. Silene asterias ingår i släktet glimmar, och familjen nejlikväxter. Utöver nominatformen finns också underarten S. a. radikae.